# Жиродо, Рауль
Рауль Жиродо (фр. Raoul Giraudo; 19 мая 1932 — 26 октября 1995) — французский футболист, защитник.

## Биография
Родился в 1932 году во французском городе Экс-ан-Прованс и является воспитанником местного одноимённого клуба. В 1950 году перешёл в клуб «Реймс». В сезоне 1955/56 в составе «Реймса» принимал участие в первом розыгрыше Кубка европейских чемпионов, где дошёл до финала, в котором «Реймс» уступил испанскому клубу «Реал Мадрид» со счётом 3:4. В сезоне 1958/59 «Реймс» вновь дошёл до финала Кубка европейских чемпионов, где снова встретился с мадридским «Реалом» и на этот раз уступил со счётом 0:2. Также в составе «Реймса» Жиродо четыре раза становился чемпионом Франции, выигрывал Кубок и Суперкубок страны. Он покинул «Реймс» в 1960 году, после чего отыграл ещё два сезона в высшей лиге за «Гренобль» и «Сошо». Завершил карьеру в 1962 году.

## Достижения
«Реймс»
- Чемпион Франции (4): 1952/53, 1954/55, 1957/58, 1959/60
- Обладатель Кубка Франции: 1957/58
- Обладатель Суперкубка Франции (2): 1955, 1958
- Финалист Кубка европейских чемпионов (2): 1955/56, 1958/59